# Ein Bild für die Ewigkeit
Ein Bild für die Ewigkeit ist ein französisch-chinesischer Kurzfilm von Hu Wei aus dem Jahr 2013.

## Handlung
Der tibetanische Neujahrstag: Fotograf Songjialuo und sein Assistent haben in einem Dorf in Tibet ihre Fotostation aufgebaut und fotografieren vor großformatigen Fototapeten. Zunächst wird eine Großfamilie vor einem Tempel fotografiert, dann eine andere Gruppe vor der Chinesischen Mauer und eine kleinere Familie vor einer Großstadtszene. Songjialuo versucht dabei, den jungen Tibeter Gongbo dazu zu bringen, seine altmodische Jacke gegen eine modernere zu tauschen. Gongbo verlässt die Gruppe wortlos, das Foto entsteht ohne ihn. Der Großvater erklärt Songjialuo, dass Gongbos Jacke von seiner nun toten Mutter für ihn gefertigt wurde, weswegen er nur diese Jacke trägt. Songjialuo bleibt nachdenklich zurück.
Ein Hochzeitspaar erscheint vor der Kamera und soll vor einer Villa abgelichtet werden. Der Bürgermeister des Dorfes kommt auf einem Motorrad vorbei; das Motorrad wird kurzerhand ins Foto eingebunden. Drei Jungen posieren vor einer Tapete der Olympischen Spiele in Peking 2008 als Medaillengewinner. Die alte Ama Lhamo Tso ist noch nie fotografiert worden und wird vor einer Tapete des Potala-Palasts abgelichtet. Sie erblickt die Tapete – ihr Lebenstraum ist der Besuch des Palasts – und beginnt, vor dem Bild zu beten. Erst als die Fotografen notgedrungen eine Inselszene als Hintergrund herunterlassen, kann das Foto aufgenommen werden.
Songjialuo und sein Assistent bauen ihre Fotostation ab. Gongbo erscheint; da der Fotograf über Lhasa nach Hause fahren wird, gibt er ihm eine Lampe, gefüllt mit Yakbutter, mit. Er soll sie als Opfer für seine verstorbene Mutter in den Potala-Palast bringen. Songjialuo verspricht Gongbo, sich darum zu kümmern.

## Produktion
Ein Bild für die Ewigkeit war Weis erster Film nach Ende seines Studiums an der Hochschule Le Fresnoy. Produzent Julien Féret, Sohn von René Féret, hatte Wei bereits während seines Studiums kennengelernt. Ein Bild für die Ewigkeit wurde im Himalaya-Gebiet gedreht. Die Personen des Films sind authentisch, während die weitgehend starre Kameraperspektive dem Film experimentellen Charakter verleiht. So verschwimmen im Film die Grenzen zwischen Spiel- und Dokumentarfilm.
Der Film wurde am 20. Mai 2013 im Rahmen der Internationalen Filmfestspiele von Cannes uraufgeführt. Arte strahlte den Film erstmals am 28. September 2013 im deutschen Fernsehen aus.

## Auszeichnungen
Wei Hu gewann an den Internationalen Kurzfilmtagen Winterthur 2013 den Hauptpreis des Internationalen Wettbewerbs sowie den Publikumspreis. Weiter wurde er von Cannes 2013 für einen Discovery Award der Semaine Internationale de la Critique nominiert und erhielt eine Nominierung für den Europäischen Filmpreis im Bereich Kurzfilm. Ebenfalls 2013 folgte eine Nominierung für den Kurzfilmpreis auf dem Internationalen Filmfestival Warschau.
Auf dem Festival du Court-Métrage de Clermont-Ferrand gewann Hu Wei 2014 für Ein Bild für die Ewigkeit den Grand Prix im nationalen Wettbewerb. Im selben Jahr war er auf dem Sundance Film Festival für den Short Film Grand Jury Prize nominiert.
Ein Bild für die Ewigkeit wurde 2015 für einen Oscar in der Kategorie Bester Kurzfilm nominiert. Im selben Jahr erhielt der Film den mit 10.000 Euro dotierten Hauptpreis des Münchner Künstlerfilmfestivals Kino der Kunst.